# Manicamp (fromage)
Le manicamp  est un fromage de vache français originaire des environs de Manicamp, dans le département de l'Aisne.

## Histoire
Le fromage est évoqué dans des récits de la Révolution française puis dans des poèmes du XIXe siècle. Il disparaît dans les années 1960. C'est avec l'aide de Luc Degonville, directeur d'école à Manicamp, que la recette de ce fromage a pu être retrouvée.
En 2003, sa production est relancée par Olivier et Carine Timmerman et son frère Rémi Timmerman, installés dans la ferme de la Pâturelle à Quierzy (Aisne). Ils reproduisent le fromage oublié grâce à l'ouvrage de l'abbé Carlet datant du XIXe siècle qui détaille la composition du fromage. En quelques années la production s'établit à 12 000 fromages par an.

## Description
Le manicamp est de forme carrée d'environ 10 centimètres de côtés et 4 centimètres de hauteur.
Le fromage Manicamp est fabriqué à partir de lait cru de vaches normandes, son taux de matière grasse est de 40 à 45%. Les fromages sont caillés, décaillés et moulés puis retournés cinq fois dans la journée. Le lendemain, les carrés de fromage sont mis en cave humide et tempérée pendant six à huit semaines.

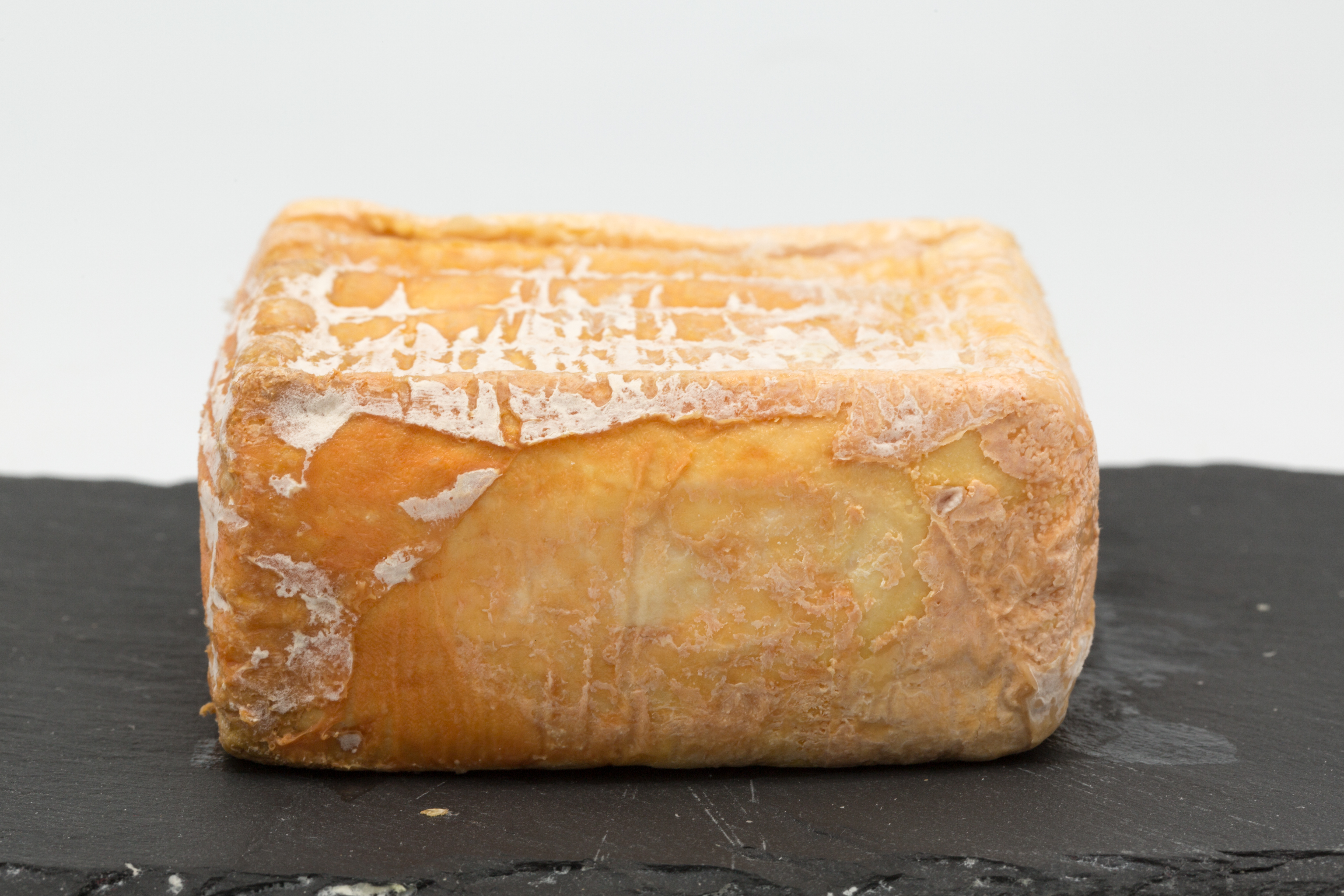
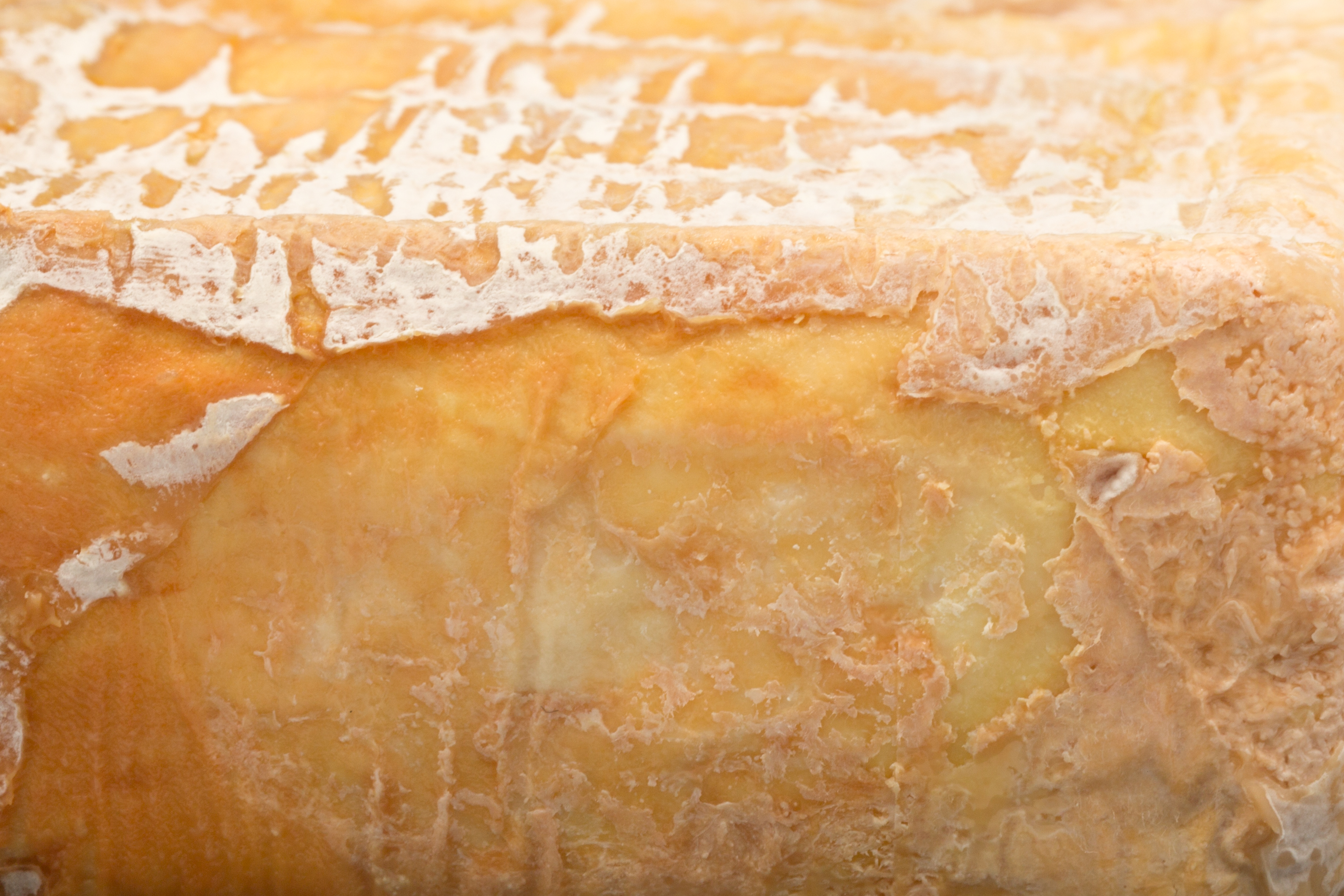
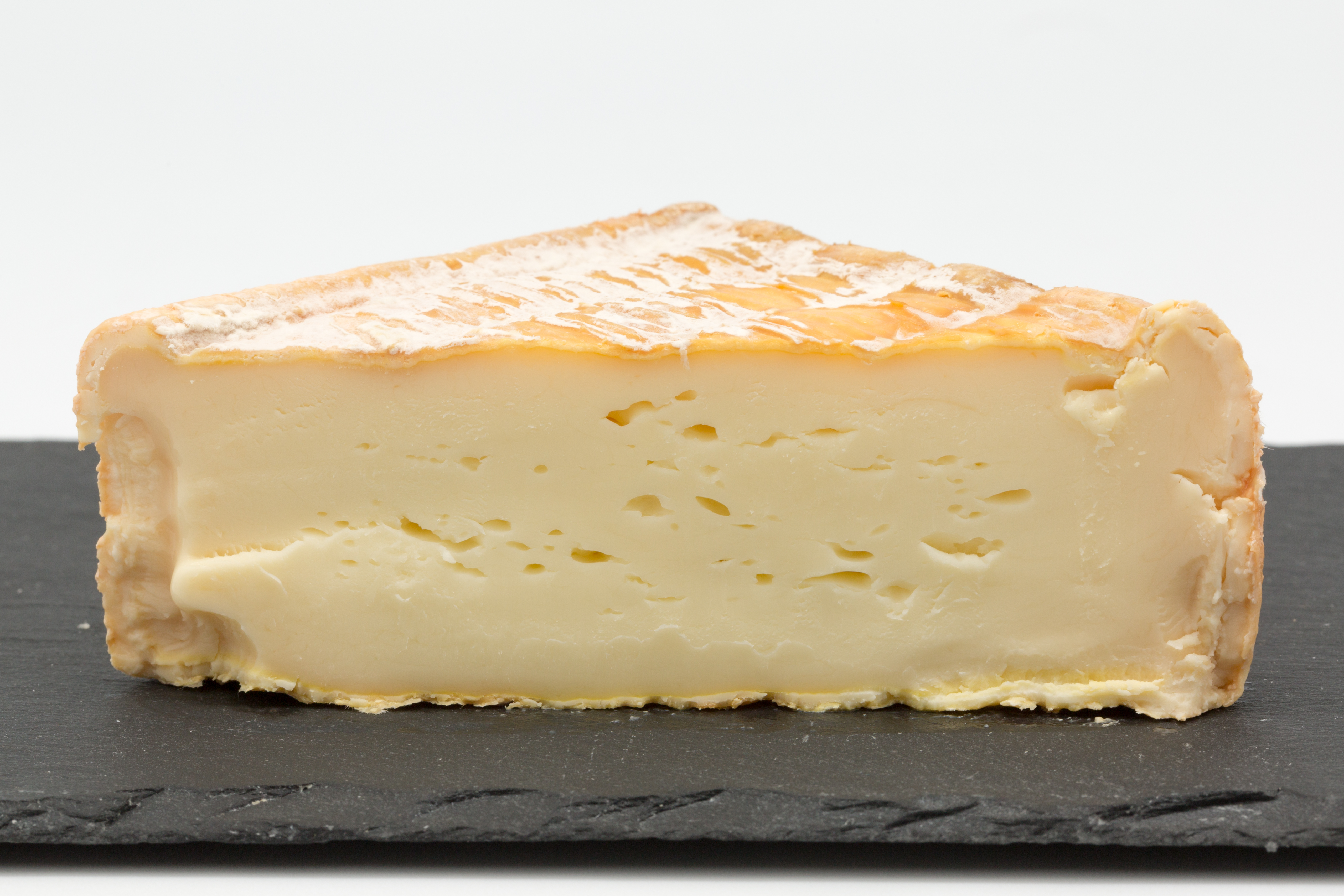
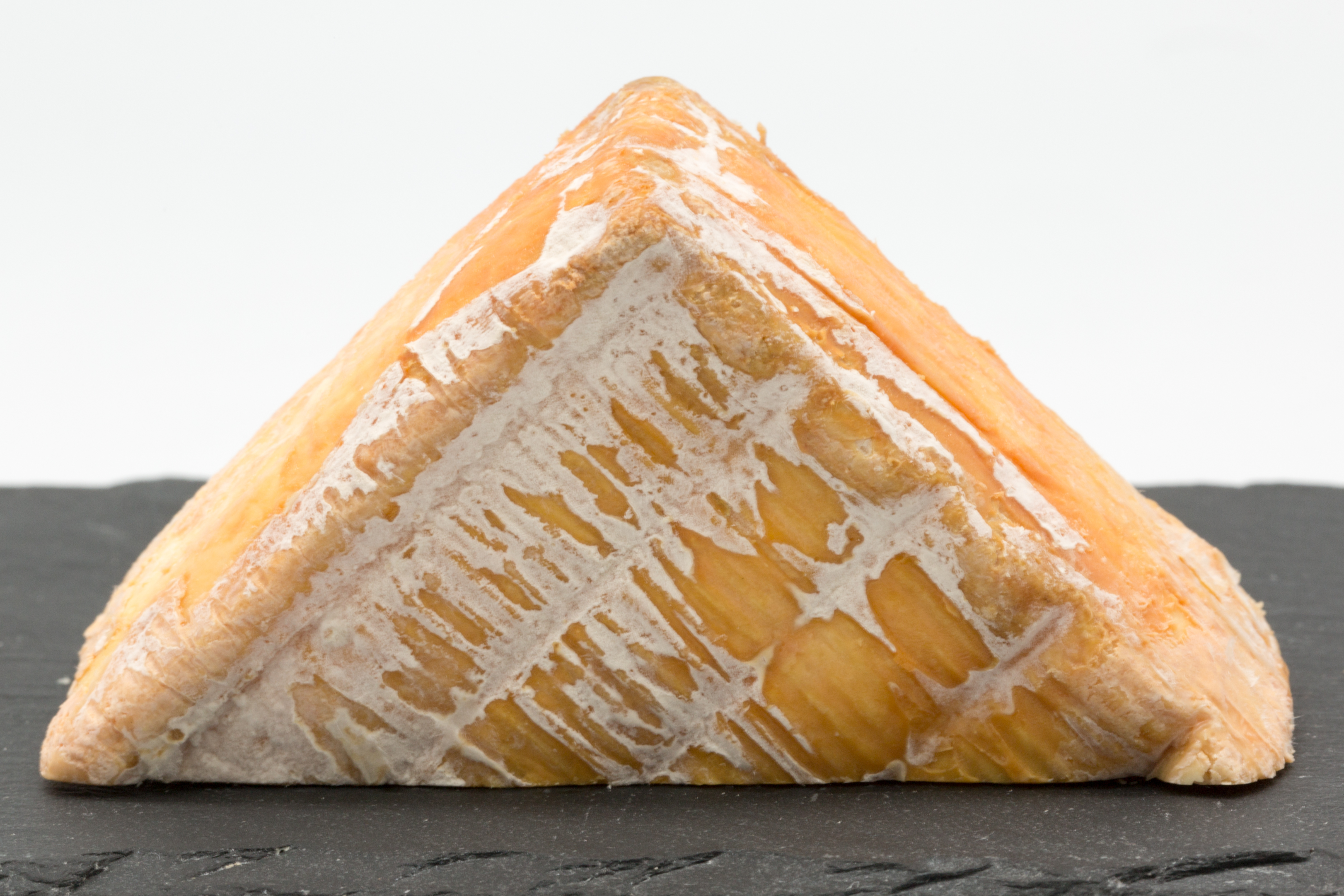